# Степанович, Славен
Славен Степанович (сербохорв. Славен Стјепановић; 2 ноября 1987 года; Вареш, Югославия) — черногорский, боснийский и сербский футболист, выступающий на позиции атакующего полузащитника. С августа 2016 года является игроком узбекистанского клуба «Локомотив» из Ташкента.

## Карьера
В молодости играл за боснийский «Локомотив» из города Брчко. В 2005 году начал профессиональную карьеру в составе клуба «Зета», за которую выступал до 2007 года и за это время сыграл 47 матчей и забил 22 гола. В 2007—2008 годах выступал за белградский «Партизан». Позднее за «Воеводину». В 2010—2011 годах за греческую «Трикалу». В 2011—2012 годах играл за молдавскую «Дачию».
В течение 2013 года играл за греческий «Ираклис». В 2013—2014 годах за датский «Веннсюссель». В 2014 году вернулся в молдавскую «Дачию». В августе 2016 года перешёл в ташкентский «Локомотив».
Сыграл 3 матча в составе молодёжной сборной Черногории.